# تپه زرین جو
تپه زرین جو مربوط به دوران پیش از تاریخ ایران باستان تا دوران‌های تاریخی پس از اسلام است و در شهرستان دلفان، بخش کاکاوند، روستای زرین جو واقع شده و این اثر در تاریخ ۲۳ شهریور ۱۳۸۲ با شمارهٔ ثبت ۱۰۰۰۷ به‌عنوان یکی از آثار ملی ایران به ثبت رسیده است.